# Bartelshagen II b. Barth
Bartelshagen II b. Barth este o comună din landul Mecklenburg-Pomerania Inferioară, Germania.
1. 1 2  GeoNames